# Penicillus (Alge)
Penicillus ist eine Gattung von Grünalgen aus der Klasse der Chlorophyceae. Sie gehören mit anderen Organismen zur wichtigen Gruppe der Kalkalgen, die durch die Produktion von Karbonaten zur Bildung kalkhaltiger biogener Sedimente beitragen.

## Merkmale

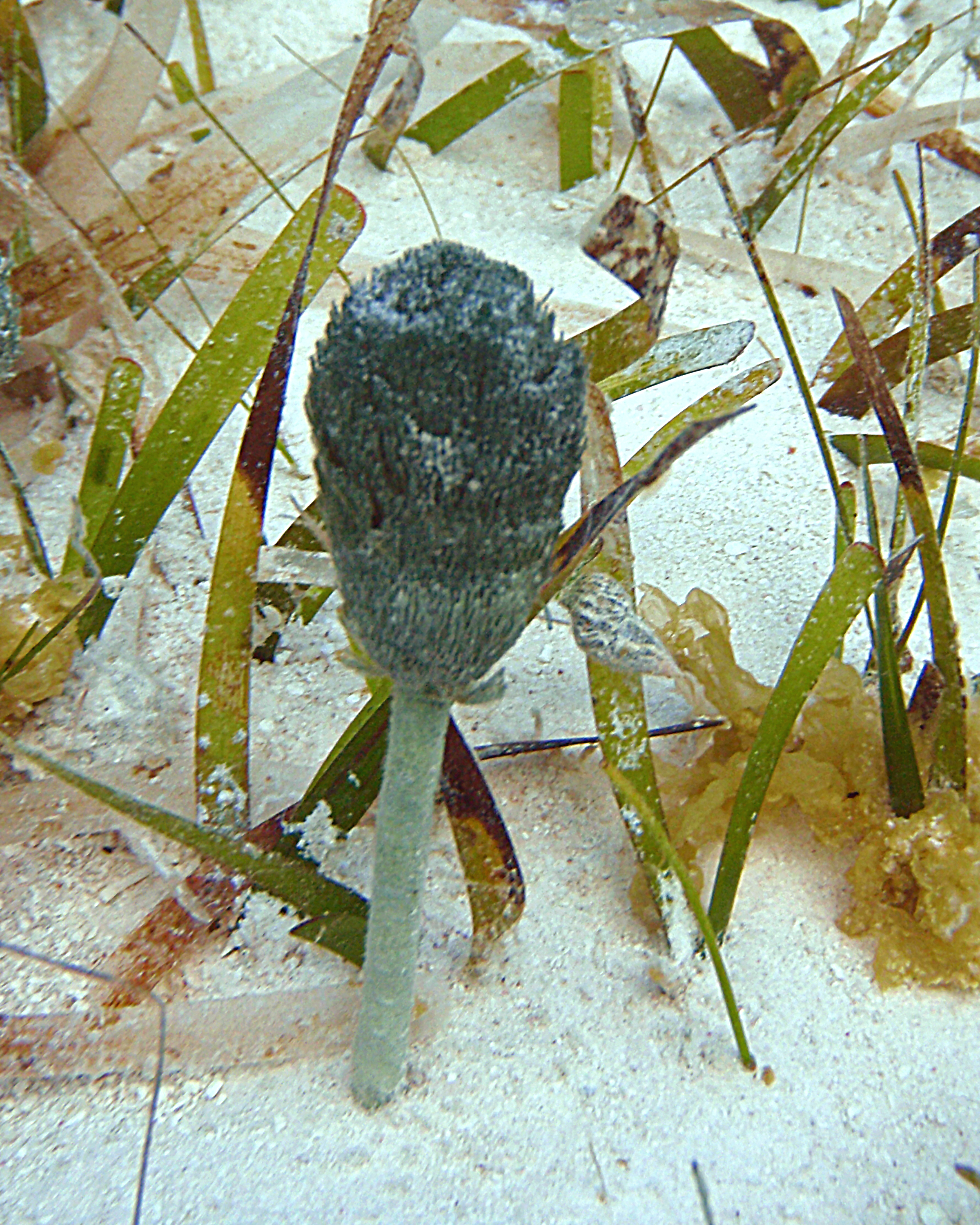
Penicillus dumetosus, die „Rasierpinsel-Alge“

Der verkalkte, aufrechte Thallus erreicht eine Länge von 15 Zentimeter. Er besteht aus drei Zonen. Im Boden steckt als Basis ein zwiebelförmiges, wurzelartiges Halteorgan aus zahlreichen fein verzweigten Fäden. Nach oben geht dieses über in eine Stielregion von etwa 10 Zentimeter Länge. Die Zellfäden des Stiels sind überwiegend längs orientiert und untereinander verwoben, sie bilden durch seitliche Verzweigungen eine rindenartige äußere Zone. Der Stiel kann, je nach Umweltbedingungen, vor allem Strömung, zylindrisch oder abgeflacht sein. Er geht, je nach Art, oben abrupt oder allmählich in eine pinselförmige Krone (Capitulum) aus dünnen Fäden über, diese entsteht, indem sich die Fäden der Stielregion vielfach gabelteilig (dichotom), selten auch dreiteilig, teilen, wodurch eine unregelmäßige, buschartige Struktur entsteht, die im Umriss kugelig, halbkugelig oder birnenförmig sein kann. Die Rinde des Stiels und die Siphonen des Capitulums sind außen verkalkt, diese Kalkhülle besteht aus Aragonit. In reifen Exemplaren von Penicillus capitatus besteht der Thallus etwa zur Hälfte (47 bis 56 Prozent) aus Calciumkarbonat. Bei einer Untersuchung im Harrington Sound, Bermuda produzierte die Art etwa 30 Gramm Calciumkarbonat pro Quadratmeter Meeresboden und Jahr. Sie trägt damit zur Riffbildung in Korallenriffen bei.
Wie typisch für die Ordnung der Bryopsidales (syn.: Caulerpales) ist der Thallus von Penicillus nicht in einzelne Zellen gegliedert, er liegt in Form einer einzigen, ungeteilten, vielkernigen Riesenzelle vor. Diese Organisation, als „coenocytisch“ bezeichnet, wird nur bei der Produktion von Gameten aufgegeben. Bei Verletzung des Organismus schützt sich dieser gegen den sonst drohenden Verlust großer Mengen von Cytoplasma, indem, binnen Sekunden, ein gallertiger Stopfen die Wunde verschließt. Die mechanische Stärke gegenüber Belastung ist in derselben Größenordnung wie bei Algen mit mehrzelligen Siphonen. Die Zellwand von Penicillus enthält keine Zellulose, sie besteht überwiegend aus Xylan. Je nach Zone sind die Plastiden als grüne Chloroplasten oder, vor allem in den unterirdischen Teilen, als weiß gefärbte Amyloplasten ausgebildet (heteroplastisch).

## Vermehrung und Lebenszyklus
Die Vermehrung von Penicillus erfolgt überwiegend asexuell (vegetativ). Die Individuen schieben innerhalb des Substrats als Rhizoide bezeichnete Ausläufer vor, die in einiger Entfernung zum Mutterorganismus nach oben wachsen und ein neues Individuum ausbilden. Nach Beobachtungen im Aquarium kann Penicillus capitatus alle 6 Tage einen solchen Tochterorganismus ausbilden. Die Lebensdauer der individuellen oberirdischen Thalli beträgt nur etwa 1,5 bis 2 Monate. Die geschlechtliche Fortpflanzung beginnt mit morphologisch unauffälligen Gametangien an der Spitze von Ästen des Capitulums, sie fallen am Organismus aber farblich als weißliche Spitzen der Äste auf. Die Art ist zweihäufig getrenntgeschlechtlich, einzelne Individuen bilden ausschließlich entweder männliche Mikrogameten oder weibliche Makrogameten aus. Die Freisetzung der Gameten erfolgt vermutlich durch Umweltfaktoren synchronisiert, der Auslösereiz wurde aber bisher nicht identifiziert. Die männlichen Mikrogameten tragen zwei Geißeln, die etwa 100 Mikrometer großen weiblichen Makrogameten tragen zahlreiche kleine, gleichartige Geißeln (stephanokont), die einer bandartigen Schwanzregion ansitzen. Nach der Befruchtung werden die Geißeln resorbiert. Der Lebenszyklus wurde bisher nicht im Detail verfolgt. Nach bisherigen Beobachtungen bilden sich, zumindest unter bestimmten Umweltbedingungen, zunächst mattenartige, aus verzweigten Fäden bestehende Individuen aus, die erst später zur typischen Gestalt differenzieren. Diese Form wurde im Mittelmeer, wo sie häufig auftritt, irrtümlich als Art einer eigenen Gattung, Espera mediterranea Decaisne, beschrieben. Unter ungünstigen Umweltbedingungen kann die Art in diesem Espera-Stadium verbleiben und sich so auch fortpflanzen, dies gilt für große Teile des Mittelmeeres. Der Mutterorganismus stirbt nach der Produktion von Gameten ab, der tote Thallus zersetzt sich sehr schnell, innerhalb von 12 Stunden.

## Verbreitung und Ökologie
Die Arten der Gattung sind in flachen Küstengewässern tropischer und subtropischer Meere verbreitet, wo sie auf Weichsubstraten ausgedehnte Unterwasserwiesen bilden können. Sie kommen etwa in einer Wassertiefe von bis zu 30 Metern vor. Sie kommen in entsprechenden Breiten fast weltweit, sowohl im Atlantik (unter Einschluss des Mittelmeeres) wie im Indopazifik vor. Die Artenzusammensetzung ist dabei verschieden: drei Arten kommen im Indopazifik, die übrigen in den atlantischen Gewässern vor. Verbreitungszentrum, mit den meisten Arten, ist die Karibik. Die häufigste und am weitesten verbreitete Art ist Penicillus capitatus.
Penicillus-Arten sind, wie fast alle Bryopsidales, durch sekundäre Pflanzenstoffe aus der Klasse der Sesquiterpene und Diterpene, zusätzlich zur verkalkten Hülle, gegenüber phytophagen Arten geschützt; die Inhaltsstoffe sind bei Isolation oft instabil und daher schwierig zu erforschen. Die Schnecke Elysia clarcki (Schlundsackschnecken) ist allerdings imstande, Penicillus und die verwandte Gattung Halimeda abzuweiden und dabei deren Chloroplasten intakt zu lassen. Diese sogenannten Kleptoplastiden färben die Schnecke nicht nur grün, sondern tragen durch weiter andauernde Assimilation sogar direkt zu ihrer Ernährung bei.
Die reich verzweigte Krone von Penicillus-Arten bietet zahlreichen kleinen Krebsarten aus den Amphipoda, Harpacticoida und Tanaidacea einen vor zahlreichen Räubern geschützten Kleinlebensraum.

## Phylogenie und Systematik
Die Gattung Penicillus umfasst, je nach Auffassung, aus etwa 10 bis 12 valide Arten. Nach phylogenomischen Untersuchungen sind die morphologisch definierten Gattungen Penicillus, Udotea und Rhipocephalus gegeneinander paraphyletisch.

### Arten
- Penicillus capitatus Lamarck
- Penicillus comosus P.Crouan & H.Crouan
- Penicillus dumetosus (J.V.Lamouroux) Blainville
- Penicillus elongatus Decaisne
- Penicillus lamourouxii Decaisne
- Penicillus manaarensis V.Krishnamujrthy & P.C.Thomas
- Penicillus nodulosus (J.V.Lamouroux) Blainville
- Penicillus pyramidalis (J.V.Lamouroux) Blainville
- Penicillus pyriformis A.Gepp & E.S.Gepp
- Penicillus sibogae A.Gepp & E.S.Gepp

### Wissenschaftliche Datenbanken
- AlgaeBase
- AlgaTerra database